# 唐立新

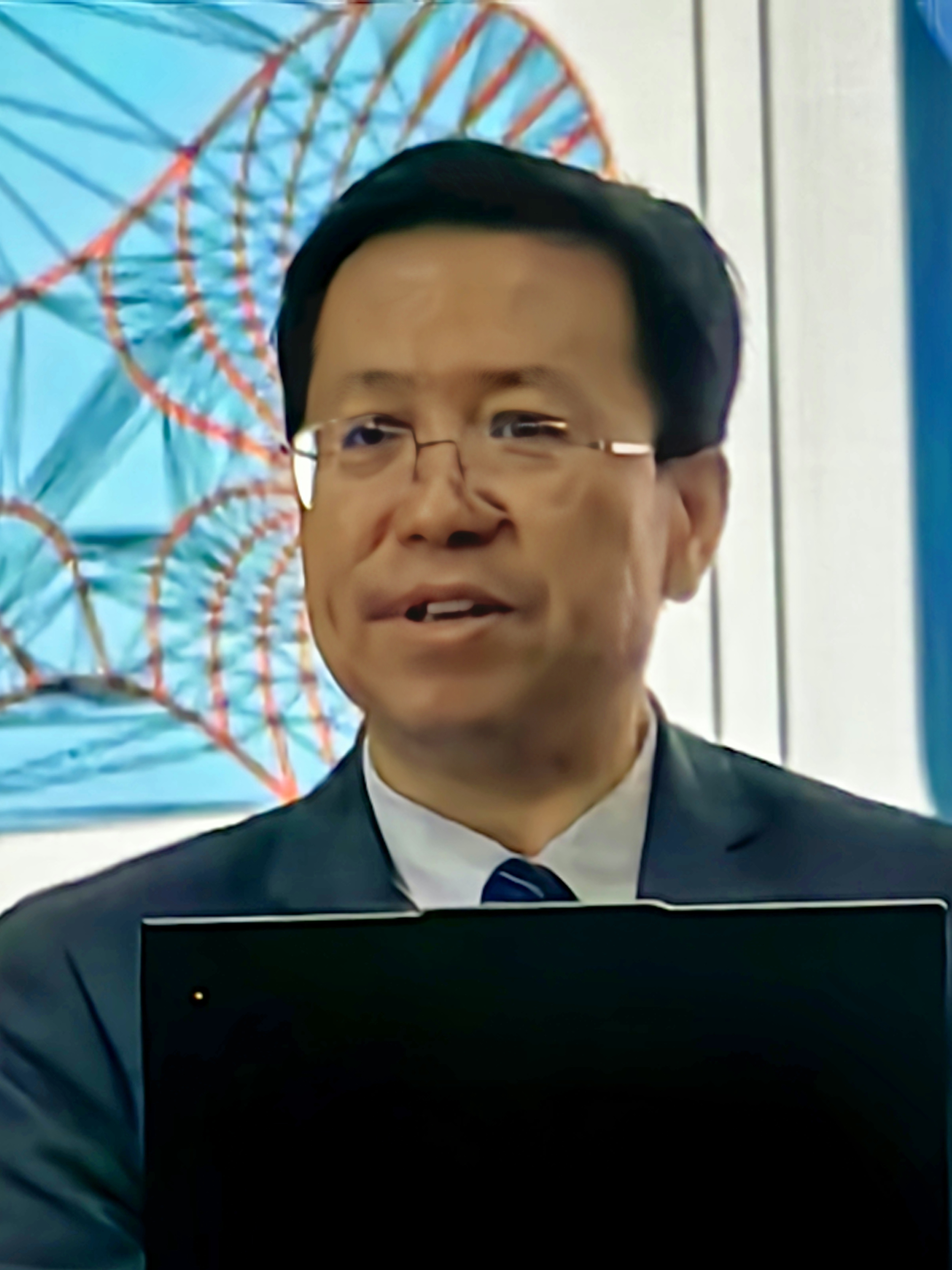
唐立新在珞珈讲坛

唐立新（1966年8月—），男，中国工程管理专家，东北大学信息科学与工程学院教授、副校长，教育部长江学者特聘教授，中国工程院院士。